# 卡皮塔尼夫卡 (科諾托普區)
51°3′23″N 33°24′9″E / 51.05639°N 33.40250°E
卡皮塔尼夫卡（烏克蘭語：Капітанівка）是位於烏克蘭東北部的村莊，由蘇梅州科諾托普區的杜博夫亞濟夫卡市鎮負責管轄。該村處於羅緬河右岸，距離庫里利夫卡0.5公里，海拔高度150米，2001年人口28。